# Old Harbor
Old Harbor és una població dels Estats Units a l'estat d'Alaska. Segons el cens del 2007 tenia 215 habitants.

## Demografia
Segons el cens del 2000, Old Harbor tenia 237 habitants, 79 habitatges, i 51 famílies La densitat de població era de 4,4 habitants/km².
Dels 79 habitatges en un 44,3% hi vivien nens de menys de 18 anys, en un 32,9% hi vivien parelles casades, en un 13,9% dones solteres, i en un 34,2% no eren unitats familiars. En el 26,6% dels habitatges hi vivien persones soles el 3,8% de les quals corresponia a persones de 65 anys o més que vivien soles. El nombre mitjà de persones vivint en cada habitatge era de 3 i el nombre mitjà de persones que vivien en cada família era de 3,6.
Per edats la població es repartia de la següent manera: un 39,7% tenia menys de 18 anys, un 7,6% entre 18 i 24, un 29,5% entre 25 i 44, un 19% de 45 a 60 i un 4,2% 65 anys o més.
L'edat mediana era de 27 anys. Per cada 100 dones hi havia 127,9 homes. Per cada 100 dones de 18 o més anys hi havia 127,9 homes.
La renda mediana per habitatge era de 32.500 $ i la renda mediana per família de 26.000 $. Els homes tenien una renda mediana de 33.750 $ mentre que les dones 23.750 $. La renda per capita de la població era de 14.265 $. Aproximadament el 30,8% de les famílies i el 29,5% de la població estaven per davall del llindar de pobresa.

## Poblacions més properes
El següent diagrama mostra les poblacions més properes.